# Dorothy Poynton-Hill
Dorothy Poynton-Hill (n. 17 iulie 1915, Salt Lake City, Utah, SUA – d. 18 mai 1995, Riverside, California, SUA) a fost o săritoare în apă ce a reprezentat Statele Unite ale Americii, medaliată olimpică. A participat la 3 ediții ale Jocurilor Olimpice (1928, 1932, 1936) în care a câștigat două medalii de aur, o medalie de argint și o medalie de bronz.